# Bolborhynchus
Bolborhynchus és un gènere d'ocells de la família dels psitàcids.

## Llistat d'espècies
Segons la Classificació del Congrés Ornitològic Internacional (versió 14.2, 2024) aquest gènere està format per tres espècies:
- periquito front-rogenc (Bolborhynchus ferrugineifrons)[4]
- periquito llistat (Bolborhynchus lineola)[5]
- periquito andí (Bolborhynchus orbygnesius)[6]